# (1129) Neujmina
(1129) Neujmina – planetoida z pasa głównego asteroid okrążająca Słońce w ciągu 5 lat i 99 dni w średniej odległości 3,03 au. Została odkryta 8 sierpnia 1929 roku w Obserwatorium Simejiz na górze Koszka na Półwyspie Krymskim przez Praskowiję Parczomienko. Nazwa planetoidy pochodzi od Grigorija Nieujmina, rosyjskiego astronoma odkrywcy wielu asteroid. Przed nadaniem nazwy planetoida nosiła oznaczenie tymczasowe (1129) 1929 PH.